# Lac Tristan
Pour les articles homonymes, voir Tristan.
Le lac Tristan est un lac de la Grande Terre des îles Kerguelen dans les Terres australes et antarctiques françaises (TAAF).

## Géographie
Le lac est situé sur le plateau Central. Son émissaire, la rivière Grisanche, se déverse dans le lac Yseult puis dans le fjord Bossière débouchant dans le golfe du Morbihan.